# Aptinus
Aptinus ist eine Gattung aus der Familie der Laufkäfer (Carabidae). Sie kommt in Europa und Kleinasien vor.

## Merkmale
Die Käfer sind meist mehr als 10 Millimeter lang. Sie sind tiefschwarz gefärbt, ihre Körperanhänge sind braun. Die Flügeldecken sind nach innen leicht schräg abgestutzt, nach vorne dagegen stark verengt. Die Gattung besitzt keine Schulterbeule. Im Vergleich mit Brachinus sind die Tarsen-Endglieder breiter abgestutzt. Die Flügeldeckenstreifen sind tief und weisen einzelne, verschieden große Punkte auf. Ein Kinnzahn ist vorhanden.

## Systematik
In Mitteleuropa kommt nur der Schwarze Bombardierkäfer (Aptinus bombarda) vor.

## Belege
- Heinz Freude, Karl Wilhelm Harde, Gustav Adolf Lohse: Die Käfer Mitteleuropas. Band 2 Adephaga 1, Goecke & Evers Verlag, Krefeld 1976, ISBN 3-87263-025-3.